# Іванюк Вадим Дмитрович
Вади́м Дми́трович Іваню́к (нар. 10 грудня 1985, с. Бірки, Українська РСР, СРСР — пом. 26 березня 2022, м. Маріуполь, Донецька область, Україна) — старший лейтенант, офіцер оперативого відділення штабу окремого загону спеціального призначення «Азов» НГУ, учасник російсько-української війни, що трагічно загинув під час російського вторгнення до України 2022 року.

## Життєпис
Народився в селі Бірки на Волині. Після школи навчався в Луцькому вищому професійному училищі будівництва та архітектури за спеціальністю «будівництво та дизайн». Продовжив навчання у Луцькому національному технічному університеті – отримав ступінь бакалавра за спеціальністю «будівництво та цивільна інженерія». Їздив на заробітки.
У 2014 році став на захист України у складі НГУ. Служив у Окремому загоні спеціального призначення «Азов». Під час повномасштабної війни боронив Маріуполь. Був офіцером групи обліку особового складу та кадрової роботи.
Був нагороджений орденом «За мужність» ІІІ ступеня, відзнакою Президента «За участь в антитерористичній операції», нагрудними знаками «За відзнаку в службі» та «Ветеран війни», відзнакою 12 ОЗСП «За Широкинську операцію», грамотами МВС.
За словами побратимів на псевдо Срочнік та Схід, командир Архі під час виконання бойового завдання вів свій підрозділ і вони заблукали. Коли офіцер виглянув оцінити ситуацію, потрапив під шквал вогню кулеметника. 
Залишились мама, двоє братів та сестра .

## Нагороди
- орден «За мужність» III ступеня (2022, посмертно) — за особисту мужність і самовіддані дії, виявлені у захисті державного суверенітету та територіальної цілісності України, вірність військовій присязі, зразкове виконання службового обов’язку.